# Chute du Yucumã
La chute du Yucumã, en portugais Salto do Yucumã, est une des plus grandes chutes d'eau longitudinales du monde, avec 1 800 m de longueur, des chutes de 12 à 15 m de hauteur et une profondeur du lit du cours d'eau de 90 à 120 m. 
Elle se trouve sur la municipalité de Derrubadas, à la limite de l'État du Rio Grande do Sul avec celui de Santa Catarina, au Brésil, sur le rio Uruguay, à la frontière avec l'Argentine. La superficie de 174 km2 du parc naturel où il se trouve occupe la moitié du territoire de la commune. Le lieu est bien conservé et abrite une riche faune et flore, hébergeant des espèces en voie de disparition, telles que le jaguar (Panthera onca).
L'accès s'y fait par la RS-330, à partir de la ville de Tenente Portela.

## Note
1. ↑  Une chute d'eau longitudinale est une cataracte qui se trouve dans le sens de la longueur du fleuve et non en son travers ; elle est due à une dénivelée du lit du fleuve dans le sens de sa largeur.